# Fed Cup 2018 Zona Euro-Africana
La Zona Euro-Africana (Europa/Africa Zone) è una delle 3 divisioni zonali nell'ambito della Fed Cup 2018. Essa è a sua volta suddivisa in tre gruppi (Gruppo I, Gruppo II, Gruppo III) formati rispettivamente da 14, 8 e 15 squadre, inserite in tali gruppi in base ai risultati ottenuti l'anno precedente.

## Gruppo I
- Sede: Tallink Tennis Centre, Tallinn, Estonia (cemento indoor)
- Periodo: 7-10 febbraio
- Formula: quattro gironi (Pool) due da 3 squadre e due da 4, in cui ogni squadra affronta le altre incluse nel proprio Pool. Successivamente la prima in classifica del Pool A affronta la prima del Pool D, mentre la prima del Pool B affronta la prima del Pool C: le due vincenti vengono ammesse agli spareggi del Gruppo Mondiale II. Vengono contemporaneamente disputati due spareggi fra le ultime due squadre di ciascun Pool per stabilire le due retrocessioni nel Gruppo II.

|   | Pool A (Dettagli) | Serbia (bandiera) | Bulgaria (bandiera) | Georgia (bandiera) |
| 1 | Serbia (2-0)      |                   | 2-1                 | 2-1                |
| 2 | Bulgaria (1-1)    | 1-2               |                     | 2-1                |
| 3 | Georgia (0-2)     | 1-2               | 1-2                 |                    |

|   | Pool B (Dettagli) | Regno Unito (bandiera) | Estonia (bandiera) | Portogallo (bandiera) |
| 1 | Regno Unito (2-0) |                        | 3-0                | 3-0                   |
| 2 | Estonia (1-1)     | 0-3                    |                    | 2-1                   |
| 3 | Portogallo (0-2)  | 0-3                    | 1-2                |                       |

|   | Pool C (Dettagli) | Ungheria (bandiera) | Croazia (bandiera) | Slovenia (bandiera) | Svezia (bandiera) |   |                | Pool D (Dettagli) | Lettonia (bandiera) | Polonia (bandiera) | Turchia (bandiera) | Austria (bandiera) |
| 1 | Ungheria (2-1)    |                     | 3-0                | 2-1                 | 1-2               | 1 | Lettonia (3-0) |                   | 2-1                 | 2-1                | 3-0                |                    |
| 2 | Croazia (2-1)     | 0-3                 |                    | 2-1                 | 2-1               | 2 | Polonia (2-1)  | 1-2               |                     | 2-1                | 2-1                |                    |
| 3 | Slovenia (1-2)    | 1-2                 | 1-2                |                     | 3-0               | 3 | Turchia (1-2)  | 1-2               | 1-2                 |                    | 2-1                |                    |
| 4 | Svezia (1-2)      | 2-1                 | 1-2                | 3-0                 |                   | 4 | Austria (0-3)  | 0-3               | 1-2                 | 1-2                |                    |                    |

### Spareggi promozione
| Serbia 1 | Tallink Tennis Centre, Tallinn, Estonia 10 febbraio 2018 Cemento (outdoor) | Tallink Tennis Centre, Tallinn, Estonia 10 febbraio 2018 Cemento (outdoor) | Lettonia 2 |     |   |  |
| \| \| \| \| 1 \| 2 \| 3 \| \| \| - \| \| -------------------------------------------------------------------------- \| --- \| --- \| - \| \| \| 1 \| \| Olga Danilović Anastasija Sevastova \| 6 2 \| 6 4 \| \| \| \| 2 \| \| Dejana Radanović Jeļena Ostapenko \| 2 6 \| 1 6 \| \| \| \| 3 \| \| Olga Danilović / Bojana Marinkovic Jeļena Ostapenko / Anastasija Sevastova \| 1 6 \| 2 6 \| \| \| |                                                                            |                                                                            |            |     |   |  |
| |                                                                            |                                                                            | 1          | 2   | 3 |  |
| 1 | Serbia (bandiera) · Lettonia (bandiera)                                    | Olga Danilović Anastasija Sevastova                                        | 6 2        | 6 4 |   |  |
| 2 | Serbia (bandiera) · Lettonia (bandiera)                                    | Dejana Radanović Jeļena Ostapenko                                          | 2 6        | 1 6 |   |  |
| 3 | Serbia (bandiera) · Lettonia (bandiera)                                    | Olga Danilović / Bojana Marinkovic Jeļena Ostapenko / Anastasija Sevastova | 1 6        | 2 6 |   |  |

| Gran Bretagna 2 | Tallink Tennis Centre, Tallinn, Estonia 10 febbraio 2018 Cemento (outdoor) | Tallink Tennis Centre, Tallinn, Estonia 10 febbraio 2018 Cemento (outdoor) | Ungheria 0 |     |     |             |
| \| \| \| \| 1 \| 2 \| 3 \| \| \| - \| \| ------------------------------------------------------ \| --- \| --- \| --- \| ----------- \| \| 1 \| \| Heather Watson Dalma Gálfi \| 3 6 \| 6 1 \| 6 4 \| \| \| 2 \| \| Johanna Konta Fanny Stollár \| 6 3 \| 6 1 \| \| \| \| 3 \| \| Katie Boulter / Anna Smith Dalma Gálfi / Fanny Stollár \| \| \| \| non giocato \| |                                                                            |                                                                            |            |     |     |             |
| |                                                                            |                                                                            | 1          | 2   | 3   |             |
| 1 | Gran Bretagna (bandiera) · Ungheria (bandiera)                             | Heather Watson Dalma Gálfi                                                 | 3 6        | 6 1 | 6 4 |             |
| 2 | Gran Bretagna (bandiera) · Ungheria (bandiera)                             | Johanna Konta Fanny Stollár                                                | 6 3        | 6 1 |     |             |
| 3 | Gran Bretagna (bandiera) · Ungheria (bandiera)                             | Katie Boulter / Anna Smith Dalma Gálfi / Fanny Stollár                     |            |     |     | non giocato |

### Spareggio 5º-8º posto
| Bulgaria 0 | Tallink Tennis Centre, Tallinn, Estonia 10 febbraio 2018 Cemento (outdoor) | Tallink Tennis Centre, Tallinn, Estonia 10 febbraio 2018 Cemento (outdoor) | Polonia 2 |     |   |             |
| \| \| \| \| 1 \| 2 \| 3 \| \| \| - \| \| ----------------------------------------------------------------- \| --- \| --- \| - \| ----------- \| \| 1 \| \| Petja Aršinkova Iga Świątek \| 0 6 \| 4 6 \| \| \| \| 2 \| \| Isabella Šinikova Magdalena Fręch \| 5 7 \| 3 6 \| \| \| \| 3 \| \| Petja Aršinkova / Džulija Terzijska Alicja Rosolska / Iga Świątek \| \| \| \| non giocato \| |                                                                            |                                                                            |           |     |   |             |
| |                                                                            |                                                                            | 1         | 2   | 3 |             |
| 1 | Bulgaria (bandiera) · Polonia (bandiera)                                   | Petja Aršinkova Iga Świątek                                                | 0 6       | 4 6 |   |             |
| 2 | Bulgaria (bandiera) · Polonia (bandiera)                                   | Isabella Šinikova Magdalena Fręch                                          | 5 7       | 3 6 |   |             |
| 3 | Bulgaria (bandiera) · Polonia (bandiera)                                   | Petja Aršinkova / Džulija Terzijska Alicja Rosolska / Iga Świątek          |           |     |   | non giocato |

| Estonia 2 | Tallink Tennis Centre, Tallinn, Estonia 10 febbraio 2018 Cemento (outdoor) | Tallink Tennis Centre, Tallinn, Estonia 10 febbraio 2018 Cemento (outdoor) | Croazia 1 |     |     |  |
| \| \| \| \| 1 \| 2 \| 3 \| \| \| - \| \| --------------------------------------------------- \| --- \| --- \| --- \| \| \| 1 \| \| Saara Orav Ana Biskic \| 3 6 \| 6 4 \| 6 2 \| \| \| 2 \| \| Katriin Saar Tena Lukas \| 6 2 \| 5 7 \| 1 6 \| \| \| 3 \| \| Elena Malõgina / Saara Orav Ana Biskic / Tena Lukas \| 6 2 \| 4 6 \| 7 5 \| \| |                                                                            |                                                                            |           |     |     |  |
| |                                                                            |                                                                            | 1         | 2   | 3   |  |
| 1 | Estonia (bandiera) · Croazia (bandiera)                                    | Saara Orav Ana Biskic                                                      | 3 6       | 6 4 | 6 2 |  |
| 2 | Estonia (bandiera) · Croazia (bandiera)                                    | Katriin Saar Tena Lukas                                                    | 6 2       | 5 7 | 1 6 |  |
| 3 | Estonia (bandiera) · Croazia (bandiera)                                    | Elena Malõgina / Saara Orav Ana Biskic / Tena Lukas                        | 6 2       | 4 6 | 7 5 |  |

### Spareggi retrocessione
| Georgia 2 | Tallink Tennis Centre, Tallinn, Estonia 10 febbraio 2018 Cemento (outdoor) | Tallink Tennis Centre, Tallinn, Estonia 10 febbraio 2018 Cemento (outdoor) | Austria 1 |     |     |  |
| \| \| \| \| 1 \| 2 \| 3 \| \| \| - \| \| ------------------------------------------------------------------ \| ---- \| --- \| --- \| \| \| 1 \| \| Sofia Shapatava Julia Grabher \| 6 3 \| 4 6 \| 6 4 \| \| \| 2 \| \| Ekaterine Gorgodze Barbara Haas \| 65 7 \| 6 2 \| 3 6 \| \| \| 3 \| \| Oksana Kalashnikova / Sofia Shapatava Julia Grabher / Barbara Haas \| 6 4 \| 3 6 \| 6 2 \| \| |                                                                            |                                                                            |           |     |     |  |
| |                                                                            |                                                                            | 1         | 2   | 3   |  |
| 1 | Georgia (bandiera) · Austria (bandiera)                                    | Sofia Shapatava Julia Grabher                                              | 6 3       | 4 6 | 6 4 |  |
| 2 | Georgia (bandiera) · Austria (bandiera)                                    | Ekaterine Gorgodze Barbara Haas                                            | 65 7      | 6 2 | 3 6 |  |
| 3 | Georgia (bandiera) · Austria (bandiera)                                    | Oksana Kalashnikova / Sofia Shapatava Julia Grabher / Barbara Haas         | 6 4       | 3 6 | 6 2 |  |

| Portogallo 0 | Tallink Tennis Centre, Tallinn, Estonia 10 febbraio 2018 Cemento (outdoor) | Tallink Tennis Centre, Tallinn, Estonia 10 febbraio 2018 Cemento (outdoor)    | Svezia 2 |     |   |             |
| \| \| \| \| 1 \| 2 \| 3 \| \| \| - \| \| ----------------------------------------------------------------------------- \| --- \| --- \| - \| ----------- \| \| 1 \| \| Francisca Jorge Cornelia Lister \| 2 6 \| 2 6 \| \| \| \| 2 \| \| Maria João Koehler Rebecca Peterson \| 4 6 \| 0 6 \| \| \| \| 3 \| \| Francisca Jorge / Maria João Koehler Mirjam Björklund / Jacqueline Cabaj Awad \| \| \| \| non giocato \| |                                                                            |                                                                               |          |     |   |             |
| |                                                                            |                                                                               | 1        | 2   | 3 |             |
| 1 | Portogallo (bandiera) · Svezia (bandiera)                                  | Francisca Jorge Cornelia Lister                                               | 2 6      | 2 6 |   |             |
| 2 | Portogallo (bandiera) · Svezia (bandiera)                                  | Maria João Koehler Rebecca Peterson                                           | 4 6      | 0 6 |   |             |
| 3 | Portogallo (bandiera) · Svezia (bandiera)                                  | Francisca Jorge / Maria João Koehler Mirjam Björklund / Jacqueline Cabaj Awad |          |     |   | non giocato |

### Verdetti
- Regno Unito e  Lettonia ammessi agli spareggi per il Gruppo Mondiale II.
- Austria e  Portogallo retrocesse nel Gruppo II.

## Gruppo II
- Sede: Lyttos Beach, Heraklion, Grecia (terra outdoor)
- Periodo: 18-21 aprile 2018
- Formula: due gironi (Pool) da 4 squadre, in cui ogni squadra affronta le altre incluse nel proprio Pool. Successivamente le prime due di ciascun Pool disputano gli spareggi per la promozione al Gruppo I, mentre le ultime due disputano gli spareggi per stabilire le retrocesse nel Gruppo III.

### Verdetti
- promosse al Gruppo I.
- retrocesse al Gruppo III.

## Gruppo III
- Sede:
- Periodo: 16-21 aprile 2018
- Formula: quattro gironi (Pool) tre da 5 squadre e uno da 6, in cui ogni squadra affronta le altre incluse nel proprio Pool. Successivamente le prime due di ciascun Pool disputano gli spareggi per la promozione al Gruppo II.

### Verdetti
- promosse al Gruppo II.